# Чарноцин (Млавський повіт)
Чарноцин (пол. Czarnocin) — село в Польщі, у гміні Стшеґово Млавського повіту Мазовецького воєводства.
Населення — 177 осіб (2011).
У 1975-1998 роках село належало до Цехановського воєводства.

## Демографія
Демографічна структура станом на 31 березня 2011 року:
|          | Загалом | Допрацездатний вік | Працездатний вік | Постпрацездатний вік |
| -------- | ------- | ------------------ | ---------------- | -------------------- |
| Чоловіки | 90      | 19                 | 61               | 10                   |
| Жінки    | 87      | 16                 | 43               | 28                   |
| Разом    | 177     | 35                 | 104              | 38                   |